# (4406) Mahler
(4406) Mahler es un asteroide perteneciente al cinturón de asteroides, descubierto el 22 de diciembre de 1987 por Freimut Börngen desde el Observatorio Karl Schwarzschild, en Tautenburg, Alemania.

## Designación y nombre
Designado provisionalmente como 1987 YD1. Fue nombrado Mahler en honor al compositor y director de orquesta bohemio-austríaco Gustav Mahler.

## Características orbitales
Mahler está situado a una distancia media del Sol de 3,151 ua, pudiendo alejarse hasta 3,560 ua y acercarse hasta 2,741 ua. Su excentricidad es 0,130 y la inclinación orbital 1,903 grados. Emplea 2043 días en completar una órbita alrededor del Sol.

## Características físicas
La magnitud absoluta de Mahler es 12,9. Tiene 13,058 km de diámetro y su albedo se estima en 0,086.